# Iakovlivka, Bereznehuvate
Iakovlivka (în ucraineană Яковлівка) este un sat în comuna Liubomîrivka din raionul Bereznehuvate, regiunea Mîkolaiiv, Ucraina.

## Demografie
Componența lingvistică a localității Iakovlivka
     Ucraineană (90,91%)
     Rusă (9,09%)
Conform recensământului din 2001, majoritatea populației localității Iakovlivka era vorbitoare de ucraineană (90,91%), existând în minoritate și vorbitori de rusă (9,09%).